# Detroit Metropolitan Wayne County Airport
Detroit Metropolitan Wayne County Airport (IATA: DTW, ICAO: KDTW, FAA LID: DTW), vanligtvis kallad Detroit Metro Airport, Metro Airport eller bara DTW, är en stor internationell flygplats i Romulus utanför Detroit, Michigan i USA, som upptar en yta av 19,6 kvadratkilometer. Den är den primära internationella flygplatsen som betjänar Detroit och är Michigans mest trafikerade flygplats. Federal Aviation Administration (FAA) nationella plan för integrerade flygplatssystem för 2017–2021 kategoriserade den som en primär kommersiell serviceanläggning.
Flygplatsen är ett viktigt nav för Delta Air Lines och är också en bas för Spirit Airlines. Detroit fungerar som Deltas huvudsakliga inkörsport till Asien för östra USA. Flygplatsen har service till 30 internationella destinationer och service till 39 stater över hela USA. Flygplatsen drivs av Wayne County Airport Authority och har sex landningsbanor, två terminaler och 129 in-service-gates. Detroit Metropolitan Airport har underhållsanläggningar som kan serva och reparera flygplan så stora som Boeing 747-400.
Metro Airport betjänar Metropolitan Detroit-området, området Toledo, Ohio, cirka 64 km söderut, Ann Arbor-området i väster, Windsor, Ontario och sydvästra Ontario i Kanada. Flygplatsen betjänar över 140 destinationer och utsågs till den bästa stora amerikanska flygplatsen ifråga om kundnöjdhet av J.D. Power & Associates 2010, 2019 och 2022.

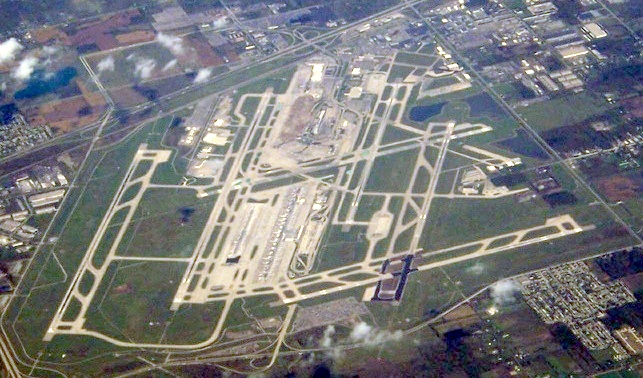
Detroit International Airport.

## Historik
Wayne County började planera en flygplats i länets västra delar redan 1927. Året därpå utfärdade länsstyrelsen en obligation på 2 miljoner dollar för att finansiera köpet av en kvadratmil (2,6 km2) mark i hörnet av Middlebelt och Wick roads, den nordöstra gränsen för dagens flygplats. Bygget avslutades 1929 och den första landningen skedde den 22 februari 1930; Wayne County Airport invigdes den 4 september 1930. Samma år började Thompson Aeronautical Corporation, en föregångare till American Airlines, trafik från flygplatsen. Från 1931 till 1945 var flygplatsen värd för Michigan Air National Guard-operationer som utfördes av United States Army Air Forces. Den fick namnet Romulus Field under kriget låg då helt öster om Merriman Road och norr om Goddard Road. Skärningen mellan de två landningsbanorna finns fortfarande vid 42,23266°N 83,33564°W.
Wayne County utökade flygplatsen till att bli Detroits primära flygplats. Den döpte om den till Detroit-Wayne Major Airport 1947, och under de kommande tre åren utvidgades den tre gånger när ytterligare tre landningsbanor byggdes. År 1949 lade flygplatsen till landningsbanor 3L/21R och 9L/27R, följt av bana 4R/22L 1950. Åren 1946-47 flyttade den mesta flygtrafiken från den trånga Detroit City Airport (nu Coleman A. Young International Airport) nordost om centrala Detroit till Willow Run Airport över 32 km väster om staden och 16 km väster om Wayne County Airport.
Flygfoton av DTW från 1949 och 1956 visar flygplatsens expansion. År 1958 tillkännagav Civil Aviation Administration – nu Federal Aviation Administration (FAA) – att Detroit-Wayne inkluderades i den första gruppen av amerikanska flygplatser som fick ny radarutrustning för lång räckvidd, vilket gjorde det möjligt för flygplatsen att bli den första inlandsflygplatsen i landet USA-certifierade för jetflygplan. År 1958 färdigställde flygplatsledningen också Leroy C. Smith (södra) terminal och gav flygplatsen dess nuvarande namn.
Republic Airlines började navfunktioner 1984 och dess sammanslagning med Northwest Airlines 1986 utökade navet. Northwest-navet fungerade från Davey-terminalen under hela 1980- och 1990-talen. Transpacific flyg började 1987 med Northwest som tillhandahåller nonstop service till Tokyo-Narita. Den sista av Metros sex banor (4L/22R) färdigställdes i december 2001 som förberedelse för öppningen 2002 av den kilometerlånga 122-gate, 1,2 miljarder USD McNamara-terminalen på flygplatsens mittfält. Flygplatsen förblev ett nav för Northwest Airlines tills de slogs samman med Delta Air Lines.

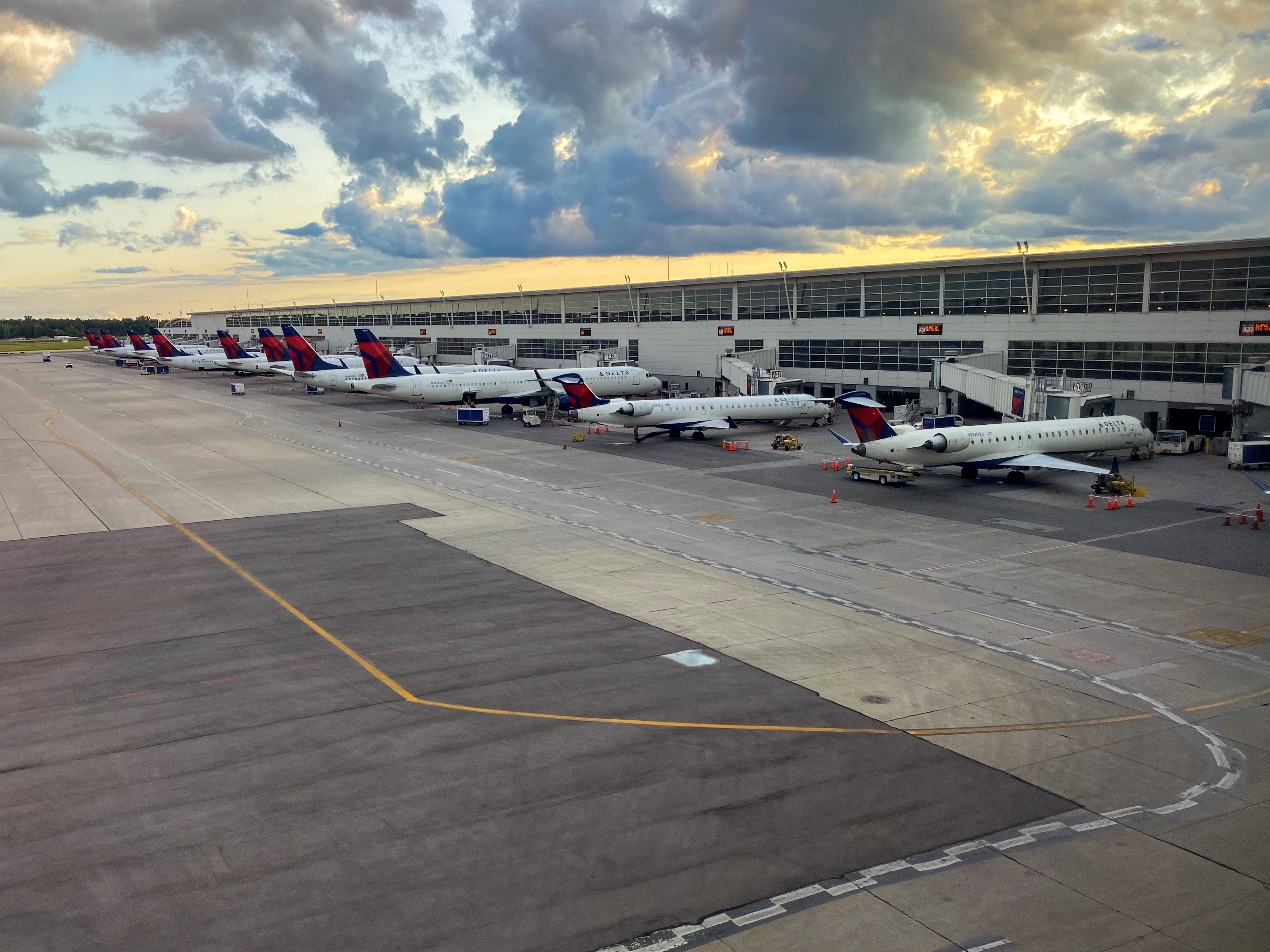
Bild av McNamara Terminal vid DTW (8/4/2020). Uppställda plan är CRJ-900, A321, 737-900ER, A319, och A220.

I april 2011 lanserade Lufthansa en unik inchecknings- och bagageincheckningstjänst för premiumkunder från DTWs norra terminal till Frankfurt och vidare. Lufthansa blev det enda flygbolaget som tillåter internationella kunder som avgår från DTW att checka in sitt bagage och få ett boardingkort vid trottoarkanten, då DTW blir Lufthansas första nordamerikanska gateway med denna tjänst.
Detroits ekonomi försämrades kraftigt i den stora lågkonjunkturen, vilket fick flygbolag som British Airways att släppa flyg till London–Heathrow och andra flygbolag som KLM Royal Dutch Airlines och Virgin Atlantic för att använda codeshare-flyg genom Delta Air Lines. Staden har tappat invånare, men Detroit Metropolitan Airport har sedan dess återväxt, och flygbolagen vill utöka eller återuppta tjänsten. JetBlue Airways började flyga till Boston i februari 2014. United Airlines återupptog direktflyg till San Francisco i juni 2017 för att öka konkurrensen i Detroit. Spirit Airlines har vuxit på DTW och lagt till service till fler städer på öst- och västkusten. Spirit har ökat sin marknadsandel till över 10 procent, vilket ökar klyftan som Metro Airports näst största flygbolag.

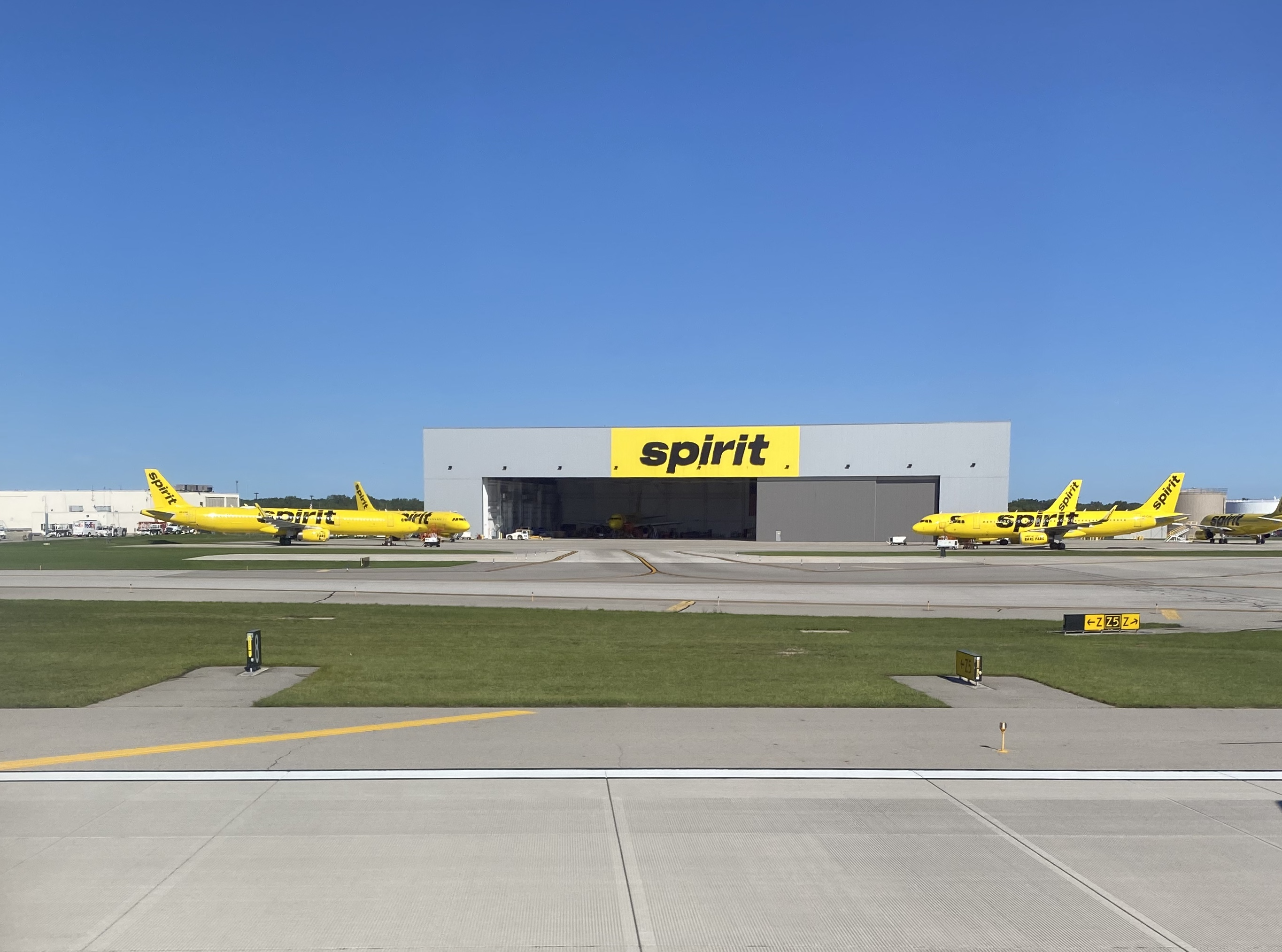
Spirit Airlines underhållshangar på DTW

Den 26 juni 2015 tillkännagav Spirit Airlines byggandet av en ny underhållsanläggning och sa att den skulle ge 31,5 miljoner USD och 82 jobb till området. Spirit hade tidigare en hangar som stängdes, vilket tvingade flygbolaget att utföra underhåll vid porten med kontraktsanställda. Med den nya anläggningen, som öppnade i maj 2017, kommer Spirit att behålla sin verksamhetsbas på Metro Airport och ta med fler flyg. Spirit var också det första flygbolaget som regelbundet flög A320neo i USA, den första rutten var Detroit till Los Angeles, samt lägga till självmärkande bagagekiosker på DTW
År 2017 tillkännagav WOW Air trafik till Reykjavík på Airbus A321. Detta markerade den första någonsin entrén av ett modernt europeiskt lågprisbolag till DTW. Sommaren 2018 gick Reykjavík från den 55:e mest beresta destinationen till den femte på grund av denna flights popularitet. Passagerare kunde ansluta vidare i Reykjavík, vilket ökar resandet till europeiska destinationer. I mars 2019 upphörde flygbolaget med sin verksamhet och lämnade Metro Airport utan lågpris direkt till Europa. Flygplatsen letade efter en ersättningstjänst som skulle börja 2020, men på grund av covidpandemin upphörde den ansträngningen fram till 2022, då Icelandair och Delta tillkännagav säsongsflyg till Reykjavík med start 2023.
I oktober 2021 tillkännagav Turkish Airlines avsikten att börja flyga till Detroit. Flygbolaget fattade beslutet att betjäna Detroit "baserat på marknadsförhållanden", med planerad start den 15 november 2023 till Istanbul.